# 金沢康隆
金沢 康隆（かなざわ やすたか、1915年12月22日 - 1970年7月27日）は、日本の劇評家。

## 来歴
東京府東京市麹町区生まれ。東京帝国大学農学部卒業。学校図書館嘱託をしつつ劇評、演劇評論を書いた。

## 著書
- 俳優の周辺 演劇出版社 1956
- 歌舞伎の見方 岩崎書店 1956 (民俗・民芸双書)
- 歌舞伎の事典 岩崎書店 1956 (岩崎新書)
- 歌舞伎名作事典 青蛙房 1959
- 江戸結髪史 青蛙房 1961
- 市川団十郎 青蛙房 1962
- 江戸服飾史 青蛙房 1962